# Grammitis bryophila
Grammitis bryophila är en stensöteväxtart som först beskrevs av William Ralph Maxon, och fick sitt nu gällande namn av F. Seym. Grammitis bryophila ingår i släktet Grammitis och familjen Polypodiaceae. Inga underarter finns listade.